# 岐伯镇
岐伯镇，是中华人民共和国四川省绵阳市盐亭县下辖的一个乡镇级行政单位。2019年12月，撤销来龙乡、茶亭乡和柏梓镇，设立岐伯镇，以原来龙乡、原茶亭乡和原柏梓镇所属行政区域为岐伯镇的行政区域，岐伯镇人民政府驻内江街166号。

## 行政区划
岐伯镇下辖以下地区：
金罐村、马兰村、联合村、大石村和麟龙村。